# Parete (Italia)
Parete è un comune italiano di 13 037 abitanti della provincia di Caserta in Campania.

## Storia
Le origini storiche di Parete sono da ricercare nelle prime popolazioni osche che abitavano il territorio della Liburia, che anticamente si estendeva dal golfo di Pozzuoli ai monti Aurunci, su quello che in epoca romana era l'Ager Campanus.
Il paese sarebbe potuto essere un centro di notevoli testimonianze storiche se alcune tombe costruite dagli Osci in epoca pre-romana non fossero state saccheggiate e distrutte da ignoti all'inizio degli anni settanta.
Il paese sorgeva all'incrocio tra l'antica via Campana, che da Pozzuoli conduceva a Capua, e la via Antica che portava alla colonia di Liternum, sul lago di Patria, rifugio di Scipione l'Africano, il vincitore di Annibale. Successivamente nell'età feudale il borgo raggiunse il rango di ducato e fu proprietà di varie nobili famiglie del regno di Napoli, tra cui i Caracciolo, i Cossa o Coscia ed i Moles. Testimonianza di quel periodo è appunto il Palazzo Ducale che, prima torre militare e poi residenza signorile, rappresenta ancora oggi la testimonianza di un periodo florido del territorio.

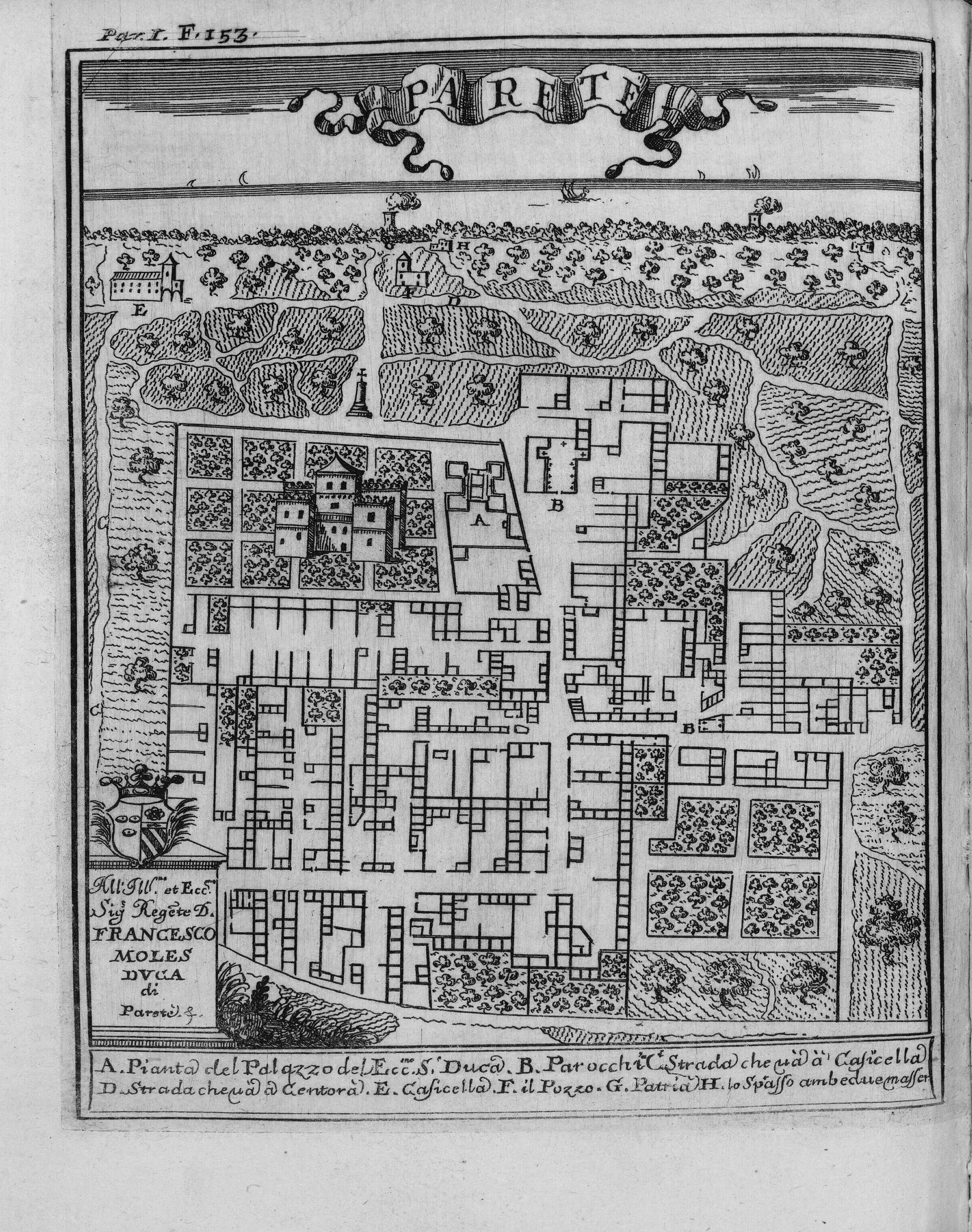
Pianta del Palazzo Ducale (1703)

L'odierna estensione territoriale è stata configurata a metà Settecento, quando fu istituito il catasto borbonico di re Carlo III. Nel 1806 furono emanate le Leggi eversive della feudalità che decretarono la fine di tutti i privilegi feudali nel Regno di Napoli e l'inizio dell'Amministrazione comunale.
Fin da epoche remote il paesaggio locale è stato contrassegnato dalla predominanza della pratica agricola. La decisa fertilità dei suoli, in particolare, ha consentito la presenza in uno stesso fazzoletto di terra di coltivazioni arboricole (come la vite maritata ai pioppi) e di seminativi di terra (come il grano); cogli anni Sessanta del Novecento, peraltro, ha cominciato a prender piede la coltivazione della fragola.
Ai giorni d'oggi, tuttavia, il paese, rientrante oramai a pieno titolo nella conurbazione Napoli-Caserta, tende a mantenere con estrema difficoltà la propria integrità territoriale. Si registra, infatti, un diffuso processo di erosione degli spazi agricoli, dovute anzitutto a lottizzazioni di natura residenziale.
Malgrado ciò, si è cercato di perseguire un modello di valorizzazione economica del territorio comunale che ponesse nuovamente al centro il settore primario dell'economia. A tal riguardo va segnalata l'inaugurazione, nell'aprile 2017, del Museo della Fragola, il primo del genere in Italia, all'interno del restaurato Palazzo Ducale.

## Monumenti e luoghi d'interesse

### Chiesa Madre di San Pietro Apostolo
Questa costruzione sorge sul suolo prima occupato da un altro edificio di culto risalente agli albori del Cristianesimo ed è intitolata al santo patrono del paese, san Pietro.
L'odierno impianto, a croce latina, presenta uno stile romanico tipico del periodo compreso tra il 1100 e il 1250. 
Diversi, tuttavia, i rimaneggiamenti succedutisi nel tempo: i capitelli, le cornici e i fascioni a spicchio della cupola, infatti, giungono dal Cinquecento, mentre la gran parte dei dipinti abbraccia il XVIII secolo. Gli ultimi lavori in ordine cronologico hanno invece avuto luogo all'inizio degli anni Novanta del XX secolo e hanno interessato il portale, le vetrate e la facciata dove spicca un mosaico in vetro del santo discepolo a cui è intitolata la chiesa.
A destra della costruzione sorge il campanile, il quale è dotato di un orologio costruito nel 1906 dalla ditta De Vita di Napoli a spese della locale amministrazione comunale.
Nella parte superiore si notano tre campane. Quella di mezzo, la più grande, è stata realizzata dalla ditta Marinelli di Agnone (IS) ed è stata aggiunta in occasione dell'ultimo Giubileo del 2000; sulla sua superficie appare un'immagine del sommo pontefice nell'atto di aprire la Porta Santa.
La chiesa è stata consacrata in vista dell'Incoronazione di Maria SS. della Rotonda nel 1920. Essa è, inoltre, assieme al palazzo ducale monumento nazionale fin dal 1939.

### Chiesa della Santissima Trinità
Questo edificio è stato inaugurato il 22 novembre 1970. Sorto sopra un terreno appartenente al sac. Carmine Sabatino, il suo progetto fu elaborato dall'architetto Ugo Santoli di Aversa.
L'interno si presenta con impianto a croce greca ed è orlato da 14 finestroni istoriati. Il pavimento, invece, è in marmo di Baveno, mentre al di sopra dell'altare maggiore spicca un mosaico della SS. Trinità realizzato dalla ditta Michele Mellini di Firenze..
Agli inizi degli anni Ottanta del XX secolo, l'edificio fu affidato in vicaria curata ai Padri Oblati di San Giuseppe, costretti ad allontanarsi da Solofra (AV) dopo il terremoto del 1980. Accanto al luogo di culto, in particolare, gli stessi religiosi hanno poi costruito un seminario minorile da loro gestito.
In seguito al nuovo Concordato fra Santa Sede e Stato Italiano (18 febbraio 1984), la chiesa paretana della SS. Trinità è stata, infine, riconosciuta giuridicamente come parrocchia.

### Altri monumenti
- Il Palazzo Ducale, oggetto di restauro intorno al 2014-2015[9] che ha riportato in auge la sua bellezza architettonica e il suo valore storico, è diventato punto nevralgico di incontro e ritrovo per la comunità locale, nonché sede di numerosi eventi, associazioni, mostre artistiche e fotografiche e perfino del primo Museo della fragola d'Italia[10], inaugurato nel 2017, volto a riscoprire il primario prodotto dell'industria agricola della zona. Tale costruzione, sita in via M. Basile, è monumento nazionale fin dal 1939. In origine era costituito da 5 torri, le quali furono, però, abbattute già nel corso del XVII secolo.
- Cappella di San Filippo Neri, costruita nel Cinquecento, la quale conserva affascinanti opere pittoriche e di Santa Caterina.
- Fuori dell'abitato si trova la chiesa di Santa Maria della Rotonda, che conserva ancora parti architettoniche del XII secolo.
- Antiche Masserie, testimonianze della civiltà contadina.

## Società

### Evoluzione demografica
Abitanti censiti

### Tradizioni e folclore

#### Festa patronale di Maria SS. della Rotonda
L'immagine di Maria SS. della Rotonda è raffigurata su un quadro rinvenuto, secondo una "leggenda" del posto, nella località detta "la Rotonda" da un contadino il Lunedì dell'Angelo, ossia il giorno seguente a Pasqua.
I primi documenti storici certi fanno risalire il culto della Madonna della Rotonda almeno al 1500. Il quadro è stato solennemente incoronato dal Capitolo Vaticano nel 1920.
Gli appuntamenti liturgici ruotano essenzialmente attorno alle processioni del lunedì in Albis (per tutte le vie del paese) e della domenica successiva, con grande risalto dello storico "Volo dell'Angelo", manifestazione che attira molti spettatori, che si riuniscono nella piazza di fronte alla Parrocchia dove viene allestita una torretta, che viene collegata tramite un cavo alla chiesa, e permette agli angeli (due bambine) di "volare". Gli eventi folcloristici, invece, sono in genere legati alle luminarie, che addobbano le strade del centro, alle esibizioni di bande musicali e di complessi canori, nonché all'esecuzione di spettacolari fuochi d'artificio.

#### Le fragole di Parete
Parete, è una cittadina che vanta numerosi imprenditori agricoli, che si impegnano nella coltivazione e produzione di fragole. Nel paese troviamo anche commercianti, con i loro siti commerciali che esportano in tutta Italia e anche all’estero, il famoso oro rosso. Inoltre, nella Città di Parete è presente una Società Cooperativa Agricola, nata grazie all'impegno di vari imprenditori agricoli negli anni '60, prima produttrice di fragole in Italia, denominata "Coop Sole".

#### Feste religiose scomparse
San Pietro Apostolo
All'apostolo pescatore, protettore di Parete, è intitolata la più antica chiesa parrocchiale del paese che è sita in piazza Papa Giovanni Paolo II. L'origine del culto pietrino in Parete è fatto risalire ad una "leggenda" del posto secondo cui l'Apostolo, in viaggio verso Roma lungo la via Campana, avrebbe brevemente soggiornato e predicato in quello che allora era un piccolo villaggio.
A questo avvenimento "leggendario" sarebbe così collegato anche il primitivo nome del paese: "Sancti Petrus ad parietes", cioè "(la chiesa di) S. Pietro presso le case (pareti)" per distinguere la chiesa da altre cappelle sparse nelle campagne e isolate da centri abitati.
La festa in suo onore era svolta annualmente agli esordi dell'autunno, alla fine della stagione agraria. Originariamente fissata alla terza domenica di ottobre, fu poi anticipata alla prima domenica dello stesso mese. Festa che coinvolgeva l'intero paese, ruotava essenzialmente attorno a due eventi: la processione domenicale e l'esibizione di un concerto bandistico il giorno successivo. Tale kermesse non si svolge più dalla fine degli anni Novanta.
San Filippo Neri
Svolta presso l'omonima chiesetta di via Garibaldi (piazza Berlinguer), nel cuore del paese. Fissata all'ultima domenica di maggio, aveva un carattere spiccatamente di ritrovo popolare. Scomparsa coi primissimi anni Novanta.
Santa Caterina
Svolta presso l'omonima chiesetta privata di via Marconi nella seconda metà di giugno. A differenza delle due manifestazioni precedenti essa si distingueva per il suo carattere spiccatamente rionale (l'area ruotante fra via Marco Polo e piazza Guido Rossa). Scomparsa pur essa coi primissimi anni Novanta.

## Cultura

### Musei
- Museo della Fragola, primo museo di questo tipo in Italia, situato all'interno del Palazzo Ducale, dotato di un allestimento che si snoda su 5 sale, a taglio didattico e multidisciplinare[13];
- PAM - Parete Art Museum, museo di arte contemporanea situato all'interno del Palazzo Ducale, tra le opere presenti al suo interno abbiamo lavori di Giampaolo Talani, Simon Benetton, Tommaso Cascella, Franco Costalonga, Jorrit Tornquist, Carlo Cane, Enrico Manera e molti altri.[14]

## Infrastrutture e trasporti
È vicino all'uscita dell'Asse Mediano (ex SS 162 NC) "Giugliano-Parete-Villaricca". Vicino, inoltre, all'uscita "Aversa sud-Lusciano-Parete" della SP 335 ex SS 265 dei Ponti della Valle (Giugliano - Marcianise).

## Amministrazione
| Periodo | Periodo   | Primo cittadino               | Partito             | Carica  | Note   |
| ------- | --------- | ----------------------------- | ------------------- | ------- | ------ |
| 1993    | 1997      | Pietro Paolo Ciardiello       | PDS                 | Sindaco | [ 15 ] |
| 1997    | 2001      | Pietro Paolo Ciardiello       | L'Ulivo             | Sindaco | [ 16 ] |
| 2001    | 2006      | Pietro Volpe                  | Csx                 | Sindaco | [ 17 ] |
| 2006    | 2011      | Luigi Aurelio Ennio Verrengia | Lista civica        | Sindaco | [ 18 ] |
| 2011    | 2016      | Raffaele Vitale               | Lista civica di Csx | Sindaco | [ 19 ] |
| 2016    | 2021      | Vito Luigi Pellegrino         | Lista civica        | Sindaco | [ 20 ] |
| 2021    | in carica | Vito Luigi Pellegrino         | Lista civica        | Sindaco |        |